# Dan Dascălu
Dan Dascălu (n. 5 aprilie 1942, Craiova, România – d. 10 februarie 2021) a fost un inginer român, cercetător marcant în domeniul dispozitivelor electronice și al nanotehnologiei, membru titular al Academiei Române.
A terminat în 1965 Facultatea de Electronică a Institutului Politehnic din București și a obținut titlul de doctor la aceeași instituție în 1970, după un stagiu de cercetare la Universitatea din Birmingham, Anglia.
În 1990 a fost primit membru corespondent al Academiei Române, pentru ca în 1993 să devină membru titular. În perioada 1994-1998 a fost președintele Secției de Știința și Tehnologia Informației a Academiei Române.
A adus contribuții deosebite la dezvoltarea școlii românești de dispozitive electronice și microelectronică, cu deosebire în domeniul microundelor.
În 1991 a fondat și condus Centrul de Microtehnologie, pentru ca în 1993 să înființeze Institutul de Microtehnologie devenit ulterior Institutul Național de Cercetare și Dezvoltare în Microtehnologii - IMT (1996).
A fost membru fondator al Asociației pentru Tehnologia Informației și Comunicații din România, înființată în 2009.
De asemenea, a fost vicepreședinte al Comisiei pentru Materiale noi, micro și nanotehnologii, din cadrul Grupului Consultativ pentru Cercetare și Dezvoltare al Ministerului Educației și Cercetării.
Profesorul Dan Dascălu a fost Senior Member  IEEE (Electron Devices). 

Dan Dascălu a primit prin decret prezidențial Ordinul Național „Serviciul Credincios” în grad de Ofițer.

## Copilărie și educație
S-a născut pe 5 aprilie 1942, în Craiova, și a urmat Școala Generală Nr. 50 din București. A urmat apoi Liceul Nr. 1 Nicolae Bălcescu (Actualul Colegiu Sfântul Sava).
După absolvirea liceului (1960) a oscilat între Facultatea de Fizică de la Universitate și Facultatea de Electronică de la Politehnică, alegând-o în final pe cea de a doua. După finalizarea facultății în 1965 a fost repartizat la Institutul de Fizică Atomică (IFA) de la Măgurele, dar în final repartiția i-a fost modificată pentru Institutul Politehnic București (IPB) de către Prof. Mihai Drăgănescu, la vremea respectivă Decanul Facultății de Electronică și Telecomunicații. Prof. Drăgănescu l-a îndrumat pe Dan Dascălu încă din studenție, fiind și conducătorul proiectului de diplomă al lui Dan Dascălu. Din acea perioadă datează primele rezultate științifice originale, publicate mai întâi în țară, apoi în străinătate.

## Cariera în învățământul superior
Dan Dascălu a parcurs toate treptele didactice la Facultatea de Electronică și Telecomunicații:

- preparator - 1965;

- asistent - 1966, 

- șef de lucrări - 1972,

- conferențiar - 1976,

- profesor - 1990, 

- profesor emerit al UPB -2012.
 A fost titularul cursului de Dispozitive, Circuite electronice fundamentale și Microsenzori. A creat (1973) și condus laboratorul de cercetare pentru „Dispozitive semiconductoare de microunde” la Facultatea de Electronică și Telecomunicații, IPB. Din 1990 a fost conducător de doctorat. 
A condus între 2011 - 2013 un proiect de studii post doctorale, în micro și nanotehnologii, finanțat din fonduri structurale, cu 35 de bursieri.

## Realizări în cooperare cu industria
1. Primele dispozitive generatoare de microunde (unde centimetrice) din România: elaborarea tehnologiei,
realizarea modelului experimental și omologarea prototipului diodelor IMPATT de mică și respectiv de
medie putere (în colaborare cu ICCE și apoi cu IPRS-Băneasa) - dispozitive sub embargou. Ulterior aceste
dispozitive, cu date de catalog similare celor fabricate de Hewlett-Packard (SUA), au fost fabricate în serie
la IPRS, fiind exportate în est (cel mai scump dispozitiv semiconductor vândut vreodată de IPRS Băneasa).

2. Realizarea în anii ’80 (tot în condiții de embargou), în colaborare cu întreprinderile Electromagnetica
(varianta pentru transmisie de date și de voce) și respectiv ICRET (pentru telefonie digitală) a primelor
radiorelee digitale de microunde construite în România (de concepție originală, utilizând dispozitivele de
microunde menționate mai sus, inaccesibile din import). O variantă pentru interconectarea calculatoarelor
a fost omologată industrial. Radioreleele digitale pentru transmisie de voce și de date cuprindeau modulele
emițător-receptor, antenele parabolice, modemele pentru interconectarea cu sursa de date. Evenimentele
din dec. 1989 au stopat finalizarea dezvoltării și lansarea în producție. 

3. Cercetare fizico-tehnologică legată de proprietățile contactului metal-semiconductor folosit în dispozitive
semiconductoare, pe liniile de fabricație IPRS Băneasa (1975-1986).

 A coordonat un colectiv care a primit Premiul „Traian Vuia“ al Academiei Române (1974) pentru realizarea
de „dispozitive neconvenționale de microunde“.

4.  Din anul 2001, Acad. Dan Dascalu contribuie la multiple colaborari cu firme europene din domeniile educatiei digitale in nanotehnologii precum NanoPolis (encyclopedia multimedia eLearning in NanoBioTechnology) pentru sprijinirea proiectelor europene din Romania. 
Dupa semnarea acordului cu iMediaSoft si NanoPolis (Dan BOG, Bucuresti, Romania si Grenoble, Franta) aceasta lanseaza platforma MiNaTech, prima platforma romaneasca de formare si cercetare in domeniile Nano-Bio- Tehnologiilor) prin fonduri Europene.

Acad. Dan Dascalu a fost indiscutabil un reprezentant de onoare al cercetarii si informarii micro-nanotechnologice al Romaniei.

## Cariera profesională în afara UPB
A creat Institutul de Microtehnologie (IMT, iulie 1993), transformat
apoi (1996) în Institutul Național de Cercetare-Dezvoltare pentru Microtehnologie (IMT - București). A
condus IMT și INCD-Microtehnologie (Director general și Președinte al Consiliului de Administrație, până
în iunie 2011). IMT a fost primul institut dedicat microtehnologiilor (tehnologii de microsistem) din estul
Europei. 

Lucrările sale anterioare au vizat electronica semiconductoare și în special dispozitivele de înaltă frecvență. Prof. Dascălu a fost
interesat de convergența micro-nano-biotehnologiilor. El a coordonat
rețeaua științifică românească (RO-NANOMED) dedicată integrării în Platforma Tehnologică Europeană a
NanoMedicinei (2005-2008). 

În calitate de membru al Academiei Române, academicianul Dan Dascălu a fost Președintele Comisiei de „Știință
și tehnologia microsistemelor” a Academiei Române, redactor-șef al „Science
and technology of microsystems” (editate de Academia Română), și coordonator al unei serii de cărți în
„Micro- și nanoinginerie” (Editura Academiei Române). 

Prof. Dascălu a reprezentat România în Comitetul Programului NMP FP6 (din 2002), în cadrul Direcției
Comitetul MNT ERA-NET (MNT=Micro- și NanoTehnologii), și în „mirror group” pentru
platformă tehnologică pentru nanomedicină. Prof. Dascălu a coordonat mai multe proiecte SSA (sprijin) (ROMNET-ERA,
MINAEAST-NET și MINOS-EURONET) finanțate de UE și dedicate în principal creării de rețele în micro- și
nanotehnologii, la scară regională și paneuropeană.

Conform Raportului pentru inovare al Consiliului Europei din iunie 2011, IMT era pe prima poziție
dintre institutele naționale în ceea ce privește fondurile de cercetare absorbite de la UE. Orientarea către
microtehnologii (tehnologiile de microsistem) acum peste două decenii a avut un caracter vizionar, deoarece
în ultimii ani domeniul a ajuns la maturitate, devenind o parte indispensabilă a micro și nanoelectronicii, cea
mai avansată dintre Tehnologiile Generice Esențiale (Key Enabling Technologies, KET), considerate de către
UE a fi “cheia competitivității industriale” (conform “Horizon 2020”). Faptul ca IMT a participat la 4 proiecte
ENIAC (parteneriat public-privat în nanoelectronică) în paralel cu mari firme europene, a confirmat succesul
orientării strategice a institutului.

Un alt efort managerial a dus la crearea IMT-MINAFAB (IMT centre for MIcro - and NAnoFABrication),
primul centru “deschis” de micro și nanotehnologii din estul Europei. Caracterul “deschis” se referă la accesul
firmelor (românești și străine) și al studenților (demonstrat de numeroase activități de educație și de formare
care se desfășoară în IMT, în colaborare cu UPB, în toate ciclurile de pregătire universitară).

## Publicații
A publicat trei cărți științifice între anii 1972-1977:
”Injecția unipolară în dispozitive electronice semiconductoare”, Editura Academiei Republicii Socialiste România, Anul apariției:	1972; 
”Transit-Time Effects in Unipolar Solid-State Devices”, publicată de Editura Academiei Române și Abacus Press, Kent, UK în 1974; 

”Electronic processes in unipolar solid-state devices”, publicată de Editura Academiei Române și Abacus Press, Kent, UK în 1977.
A mai publicat în 1988, cu Gh. Brezeanu și D. Petru, la Ed. Academiei, cartea “Contactul metal semiconductor”. 

În anul 2016, împreună cu Maria Zaharescu și Horia Chiriac, Dan Dascălu publică la Editura Academiei Române cartea ”Nanomaterials, Nanoparticles, Nanodevices”.

„Școala românească de micro- și nanoelectronică“ coordonat de  acad. Dan Dascălu în colaborare  cu  dr. Andreas Wild,  fost director de cercetare la Motorola și consultant în nanoelectronică și sisteme integrate, este al doilea volum din ampla  colecție „Civilizația românească“, scoasă de Editura Academiei Române, în anul 2018 (al 27-lea din seria Micro- and nanoengineering, Editura Academiei Române, 2018). 

Lucrarea ”Advances in micro- and nanoelectronics”, Editura Academiei Române, 2018 este de asemenea coordonată de acad. Dan Dascălu, în colaborare cu Sorin Cristoloveanu și Andreas Wild. 

A scris peste 150 articole în prestigioase reviste științifice, interne și externe. A participat și a coordonat numeroase conferințe și simpozioane în țară și străinătate.

Câteva din articolele sau lucrările la conferințe pe care le-a coordonat sunt date în bibliografie.